# Francesc de Montcada i de Cardona
Francesc de Montcada i de Cardona   (Mequinensa, 9 d'octubre de 1532 (Gregorià) - València, 12 de novembre de 1594) fou un noble català, primer marquès d'Aitona, comte d'Osona, vescomte de Cabrera i Bas, que ostentà càrrecs de rellevància: gran senescal del regne d'Aragó, lloctinent general de Catalunya, virrei de València i mestre racional de Catalunya.

## Orígens i títols
Pertanyent a la nissaga de Montcada, Francesc fou l'únic fill de Joan de Montcada i de Tolsà, comte d'Aitona, gran senescal de Catalunya, i d'Anna de Cardona i Lara. Heretà del seu pare, a la seva mort el 1560, els títols i càrrecs i aconseguí afegir-hi, el 1574 el comtat d'Osona i els Vescomtats de Cabrera i Bas comprant-los a Luis Enríquez de Cabrera, darrer vincle de la casa de Cabrera als seus territoris originaris. Per altra banda, també recuperà la jurisdicció de la baronia de Llagostera, que es disputà amb la famíla Cruïlles.
Pels serveis prestats per Francesc a Felip II, el comtat d'Aitona, que havia estat atorgat per Carles I al seu pare, fou elevat a la categoria de marquesat el 1581.

## Descendència
Casat amb Lucrècia de Gralla i d'Hostalric, filla de Francesc Gralla i Desplà, senyor de Subirats, ambaixador a Roma i mestre racional de Catalunya, i de Jerònima d'Hostalric, tingueren disset fills:
- Gastó de Montcada i Gralla, hereu dels títols paterns i virrei de Sardenya.
- Hug de Montcada i Gralla, cavaller de Sant Jaume.
- Lucrècia de Montcada i Gralla, casada amb Francisco de Palafox, marquès d'Ariza.
- Lluís de Montcada i Gralla, comanador d'Osca, Ulldecona i Vilalba.
- Guialmar de Montcada i Gralla, casada amb Jeroni Roís de Corella.
- Ferran de Montcada i Gralla, cartoixà.[1]
- Magdalena de Montcada i Gralla, abadessa del monestir de Pedralbes.
- Àngela de Montcada i Gralla, monja.
- Maria de Montcada i Gralla, monja.
- Joana de Montcada iGralla, abadessa del monestir de Pedralbes.
- Joan de Montcada i Gralla, bisbe de Barcelona i arquebisbe de Tarragona.
- Antoni de Montcada i Gralla.
- Francesc de Montcada i Gralla.
- Jeroni de Montcada i Gralla.
- Miquel de Montcada i Gralla.
- Pere de Montcada i Gralla.
- Anna de Montcada i Gralla.

Del seu sogre Francesc Gralla heretà la dignitat de mestre racional de Catalunya, que s'incorporarà a la llarga llista d'honors dels seus títols.

## Serveis
Excepte en els anys de joventut, durant tota la vida Francesc mostrà una conducta de gran fidelitat a la corona i això li valgué un grapat d'ascensos en el servei al rei. Entre els anys 1580 i 1581 exercí de lloctinent general de Catalunya. Aquell any fou nomenat virrei de València fins a la seva mort el 1594. Durant el seu mandat es preocupà especialment del manteniment de l'ordre i la persecució del bandolerisme i les armes prohibides.
El seu cos es diposità junt amb el de la seva esposa Lucrècia en un sepulcre en el mausoleu de la casa dels Montcada a la capella de Sant Pere de la Seu Vella de Lleida. Però, segles més tard, el panteó seria molt malmès, evidenciant els moments de decadència en què va entrar aquell recinte a la segona meitat del segle xviii en ésser convertit en caserna militar per exprés desig de Felip V.